# Académie Goncourt
Pour les articles homonymes, voir Goncourt.
L’académie Goncourt est un cénacle littéraire, officiellement fondé en 1903, suivant le désir formulé par Edmond de Goncourt (1822-1896) dans son testament olographe déposé le 7 mai 1892 chez son notaire Maître Duplan, désir auquel il associait son frère précédemment disparu, Jules de Goncourt (1830-1870), les deux frères ayant décidé dès 1862 de laisser après eux des mémoires et une académie en leur nom pour « forcer les portes de la gloire ». L'objectif originel de cette disposition est bien l'attribution chaque année d'un prix à « un ouvrage d'imagination en prose paru dans l'année », mais aussi l'allocation d'indemnités substantielles à chacun des membres de la société.
Outre le prestigieux prix Goncourt décerné début novembre, l'Académie attribue au printemps le prix Goncourt de la poésie « Robert Sabatier », le prix Goncourt du premier roman et prix Goncourt de la nouvelle. En juin, elle proclame le prix Goncourt de la biographie « Edmonde Charles-Roux » remis en septembre à Nancy pendant la manifestation du Livre sur la place. Organisé par le ministère de l'Éducation nationale et de la Fnac, le prix Goncourt des lycéens est décerné à l'un des quinze romans de la première sélection du prix Goncourt qu'annoncent les Académiciens début septembre.
En lien avec les Instituts français, à partir de l'une des trois sélections du prix, vingt pays décernent ensuite leur Choix Goncourt. Cette opération unique de promotion de la littérature française permet au lauréat de voir son roman traduit très rapidement dans le pays concerné.

## Histoire

### Création de l'académie Goncourt

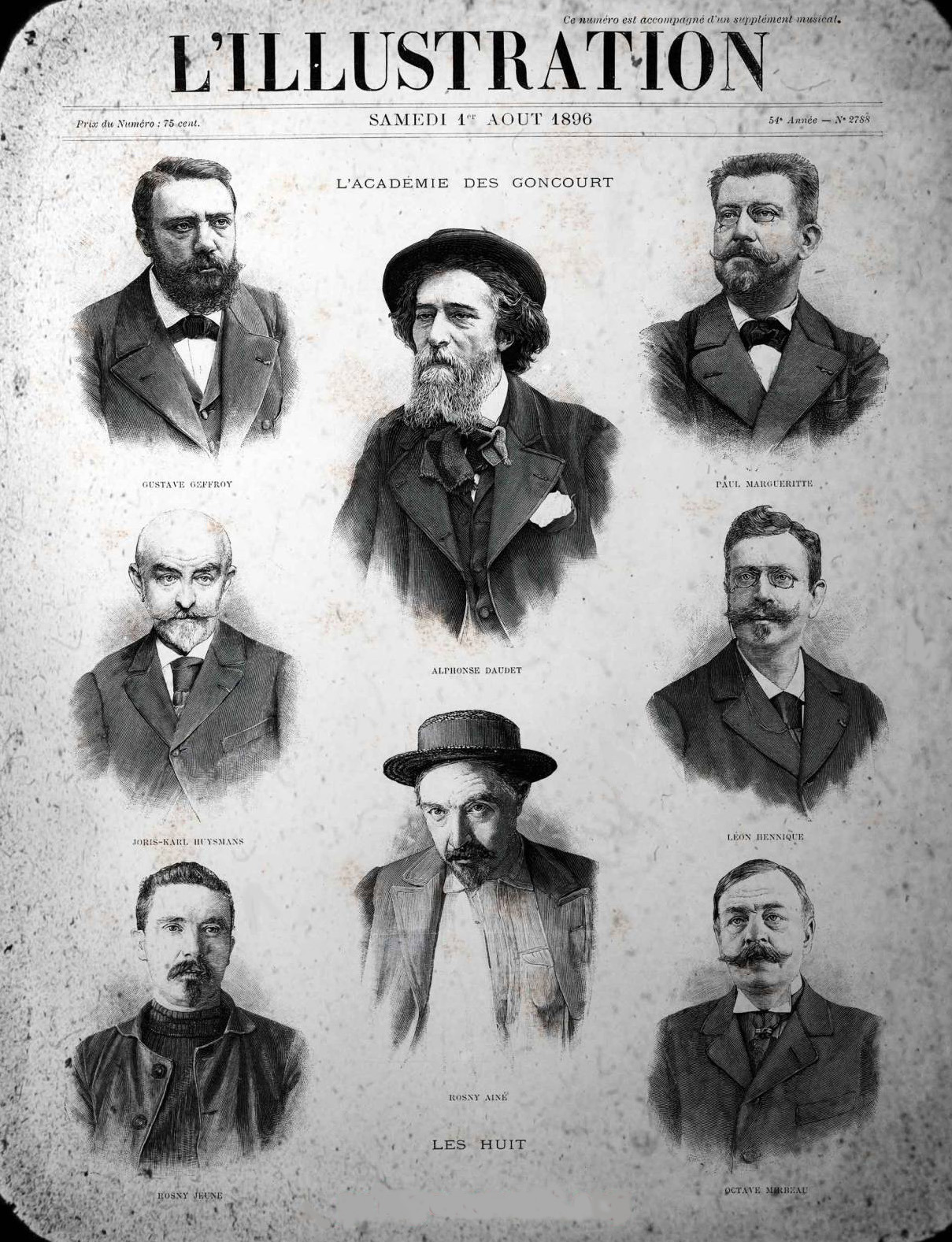
Les huit premiers membres de l'académie Goncourt : Alphonse Daudet, Gustave Geffroy, Paul Margueritte, Joris-Karl Huysmans, Léon Hennique, J.-H. Rosny aîné, J.-H. Rosny jeune et Octave Mirbeau.
L'Illustration, 1er août 1896.

Les frères Goncourt touchant une rente de 5 000 francs par an depuis le décès de leur mère en 1848, peuvent vivre de leur plume, contrairement à de nombreux auteurs du XIXe siècle qui sont obligés pour faire vivre leur famille de se tourner vers la « littérature de consommation » (le théâtre de boulevard, le vaudeville ou les romans-feuilletons), sous peine de connaître des difficultés ; ce fut le cas entre autres pour Charles Baudelaire ou Gérard de Nerval.
En 1862, les frères Goncourt décident par testament qu’après leur mort, leurs biens doivent être vendus — par une vente aux enchères, englobant leur collection de livres et d'œuvres d'art, que le capital doit être placé et que les intérêts de cette somme doivent servir à une « académie » chargée de rémunérer, sous certaines conditions, dix hommes de lettres à hauteur de 6 000 francs (rente annuelle de chaque membre de l'académie) et de décerner un prix annuel de 5 000 francs, lors d'un dîner fixé en décembre.
Edmond de Goncourt dépose un nouveau testament olographe, le 7 mai 1892, chez son notaire Maître Duplan : dans ce document, il exprime le désir d'associer le nom de son frère disparu, Jules de Goncourt (mort en 1870). L'objectif originel de cette disposition est bien de décerner chaque année un prix pour « un ouvrage d'imagination en prose paru dans l'année », mais aussi d'allouer des indemnités annuelles substantielles à chacun des membres de la société.
L'exécution des volontés d'Edmond de Goncourt, confiée par celui-ci à Alphonse Daudet et Léon Hennique, rencontre, peu après la mort d'Edmond en 1896, l'hostilité de sa famille et une bataille juridique s'engage. Défendue par l'avocat Raymond Poincaré, la nouvelle société littéraire gagne finalement son procès le 1er mars 1900, année de sa première réunion avec l'effectif complet le 7 avril à Passy, au domicile de Léon Hennique. La Société littéraire des Goncourt, dite « Académie Goncourt », est fondée lorsque ses statuts sont établis en 1902 mais c'est le décret du 19 janvier 1903 du président du Conseil Émile Combes, par lequel l'Académie Goncourt se voit attribuer la qualité d'association d'utilité publique, qui marque sa naissance officielle. Ce régime juridique particulier distingue l’Académie Goncourt des autres jurys littéraires, qui sont dépourvus de statuts et ne disposent pas de la personnalité morale. Le premier prix Goncourt sera décerné dans la foulée du décret, le 21 décembre 1903.
Décédé, Alphonse Daudet ne put se voir attribuer l'un des couverts de la société, lequel échut à son fils Léon Daudet, tandis que Léon Hennique en obtenait un autre (cf. la liste des premiers jurés ci-dessous).

### Première académie Goncourt
L'Académie se réunit finalement lors d'un déjeuner mensuel (le premier mardi de chaque mois, sauf en août), de 1903 à 1919 dans divers restaurants de Paris — d'abord au Grand Hôtel boulevard des Capucines, puis chez Champeaux, au Café de Paris et enfin, à partir de 1920, au restaurant Drouant, rue Gaillon. Le restaurant est célèbre pour son escalier Ruhlmann et son salon du premier étage, où a lieu la délibération ; celle-ci n'a été espionnée qu'une seule fois, en 1958, par le futur éditeur de presse Alain Ayache, alors jeune journaliste, qui s'était caché dans un placard. Le repas de l'académie Goncourt est servi dans un couvert en vermeil, dont chaque pièce est gravée, depuis 1961, au nom du juré qui en est titulaire,.

## Membres actuels et organisation

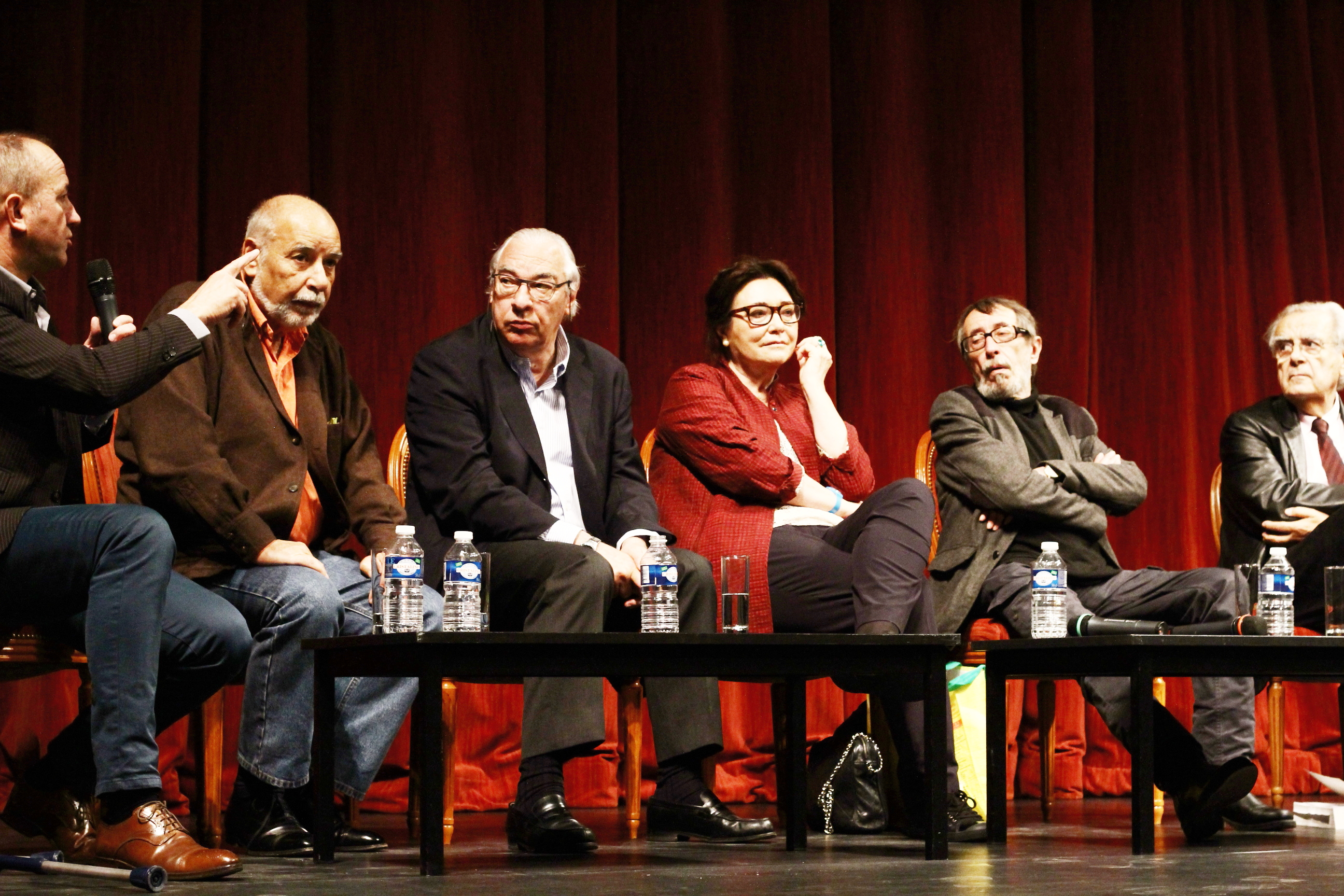
Des académiciens Goncourt en 2013 : Philippe Claudel, Tahar Ben Jelloun, Didier Decoin, Paule Constant, Patrick Rambaud, et Bernard Pivot.

- Philippe Claudel, élu le 11 janvier 2012 ; actuel président de l'Académie, élu le 13 mai 2024[15].  ;
- Didier Decoin, élu en 1995; président de l'Académie, élu le 20 janvier 2020 et démissionnaire le 13 mai 2024;
- Françoise Chandernagor, élue en juin 1995 ;
- Tahar Ben Jelloun, élu le 6 mai 2008 ;
- Pierre Assouline, élu le 11 janvier 2012 au couvert de Françoise Mallet-Joris, ayant demandé l'honorariat ;
- Paule Constant, élue le 8 janvier 2013 ;
- Éric-Emmanuel Schmitt, élu le 6 janvier 2016 ;
- Pascal Bruckner, élu le 11 février 2020 ;
- Camille Laurens, élue le 11 février 2020
- Christine Angot, élue le 28 février 2023 au couvert de Patrick Rambaud, ayant demandé l'honorariat[16].

Face aux critiques de copinages, de gérontocratie ou de conflits d'intérêts, l'Académie imposa en 2008 que les jurés ne peuvent travailler dans une maison d'édition, et qu'une fois octogénaires, les jurés sont membres honoraires, sans droit de vote. Une règle tacite de 2022 indique qu'un ancien membre de l'Académie ne peut pas gagner le prix Goncourt.
De 1998 à 2018, Marie Dabadie est la secrétaire de l'Académie, seule salariée de la société littéraire, ses membres en étant tous bénévoles. Depuis octobre 2018, Françoise Rossinot, journaliste et commissaire générale jusqu'à cette date d'un important salon littéraire, est la déléguée générale de l'Académie, dont elle assure le fonctionnement et la communication. Sous son mandat, un nouveau site web a été créé et l'Académie Goncourt est désormais présente sur les réseaux sociaux.
Le 3 décembre 2019, Bernard Pivot annonce, via un communiqué de l'AFP, qu'il quittait l'Académie Goncourt après y avoir siégé pendant quatorze ans et après 5 ans de présidence. Il deviendra membre d'honneur de l'Académie. Didier Decoin lui succède à partir du 20 janvier 2020. Le 6 janvier 2020, quatre ans après y être entrée, Virginie Despentes adresse une lettre à l'académie Goncourt dans laquelle elle annonce sa démission pour consacrer plus de temps à son travail d'écriture.
Le 11 juin 2024, l'Académie Goncourt décide de repousser l'âge limite de ses membres de 80 à 85 ans.

### Présidence
L'académie est présidée par un membre du jury. Le président a une voix double après 14 tours de scrutins. 
- Alphonse Daudet (1897)
- Joris-Karl Huysmans (1900-1907)
- Léon Hennique (1907-1912)
- Gustave Geffroy (1912-1926)
- J.-H. Rosny aîné (1926-1940)
- J.-H. Rosny jeune (1940-1945)
- Lucien Descaves (1945-1949)
- Colette (1949-1954)
- Roland Dorgelès (1954-1973)
- Hervé Bazin (1973-1996)
- François Nourissier (1996-2002)
- Edmonde Charles-Roux (2002-2014)
- Bernard Pivot (2014-2019)
- Didier Decoin (2019-2024)
- Philippe Claudel (depuis 2024)

## Liste des académiciens par couvert
Les académiciens Goncourt par couvert sont :

### Premier couvert
1. 1900 : Alphonse Daudet. Décédé avant de siéger.
2. 1900-1942 : Léon Daudet
3. 1942-1944 : Jean de La Varende
4. 1944-1954 : Colette
5. 1954-1970 : Jean Giono
6. 1971-1977 : Bernard Clavel
7. 1977-2004 : André Stil
8. 2004-2019 : Bernard Pivot
9. Depuis 2020 : Pascal Bruckner

### Deuxième couvert
1. 1900-1907 : Joris-Karl Huysmans
2. 1907-1910 : Jules Renard
3. 1910-1917 : Judith Gautier
4. 1918-1924 : Henry Céard
5. 1924-1939 : Pol Neveux
6. 1939-1948 : Sacha Guitry
7. 1949-1983 : Armand Salacrou
8. 1983-2016 : Edmonde Charles-Roux
9. Depuis 2016 : Éric-Emmanuel Schmitt

### Troisième couvert
1. 1900-1917 : Octave Mirbeau
2. 1917-1947 : Jean Ajalbert
3. 1947-1973 : Alexandre Arnoux
4. 1973-1995 : Jean Cayrol
5. Depuis 1995 : Didier Decoin

### Quatrième couvert
1. 1900-1940 : J.-H. Rosny aîné
2. 1940-1942 : Pierre Champion
3. 1943-1971 : André Billy
4. 1971-2012 : Robert Sabatier
5. Depuis 2013 : Paule Constant

### Cinquième couvert
1. 1900-1948 : J.-H. Rosny jeune
2. 1948-1967 : Gérard Bauër
3. 1967-1968 : Louis Aragon
4. 1969-1983 : Armand Lanoux
5. 1983-2008 : Daniel Boulanger
6. 2008-2022 : Patrick Rambaud
7. Depuis 2023 : Christine Angot

### Sixième couvert
1. 1900-1935 : Léon Hennique
2. 1936-1950 : Léo Larguier
3. 1951-1977 : Raymond Queneau
4. 1977-2008 : François Nourissier
5. Depuis 2008 : Tahar Ben Jelloun

### Septième couvert
1. 1900-1918 : Paul Margueritte
2. 1919-1923 : Émile Bergerat
3. 1924-1937 : Raoul Ponchon
4. 1938-1948 : René Benjamin
5. 1949-1971 : Philippe Hériat
6. 1972-2011 : Michel Tournier
7. 2011-2015 : Régis Debray
8. 2016-2020 : Virginie Despentes
9. Depuis 2020 : Camille Laurens

### Huitième couvert
1. 1900-1926 : Gustave Geffroy
2. 1926-1929 : Georges Courteline
3. 1929-1973 : Roland Dorgelès
4. 1973-1995 : Emmanuel Roblès
5. Depuis 1995 : Françoise Chandernagor

### Neuvième couvert
1. 1900-1925 : Élémir Bourges
2. 1926-1937 : Gaston Chérau
3. 1937-1958 : Francis Carco
4. 1958-1996 : Hervé Bazin
5. 1996-2011 : Jorge Semprún
6. Depuis 2012 : Philippe Claudel

### Dixième couvert
1. 1900-1949 : Lucien Descaves
2. 1950-1970 : Pierre Mac Orlan
3. 1970-2011 : Françoise Mallet-Joris
4. Depuis 2012 : Pierre Assouline

### Ouvrages
- Louis Aragon, Francis Carco, Bernard Clavel, Colette, Léon Daudet, Jean Giono, Sacha Guitry, Pierre Mac Orlan, Hervé Bazin, Daniel Boulanger, Edmonde Charles-Roux, Françoise Mallet-Joris, François Nourissier, Emmanuel Roblès, Robert Sabatier, André Stil…, Hier et aujourd'hui, l'Acadélie Goncourt, 21 textes de membres de l'Académie Goncourt, 21 lithographies par treize artistes (Alain Bonnefoit, Michel Jouenne, Mick Micheyl, Raymond Poulet, Gaston Sébire, Michel Sementzeff, Louis Toffoli…), couverture dessinée par Daniel du Janerand, 530 exemplaires numérotés, éditions Carré d'art, 1991.
- Georges Ravon, L'Académie Goncourt en dix couverts, chez Edouard Aubanel éditeur, 1943, in-12, 299 p.

### Articles et chapitres d'ouvrage
- Gisèle. Sapiro, « Profil des producteurs de goût : le recrutement social des membres de l’Académie Goncourt », Les Goncourt dans leur siècle, Presses universitaires du Septentrion,‎ 2005 (DOI https://doi.org/10.4000/books.septentrion.54520).